# Gottfried Benjamin Preuss
Gottfried Benjamin Preuss (* 18. August 1684 in Wschowa (deutsch Fraustadt), Polen-Litauen; † 12. Juni 1719) war Stadtarzt in Breslau und Mitglied der Gelehrtenakademie „Leopoldina“.

## Leben
Gottfried Benjamin Preuss war der Sohn des Arztes Maximilian Preuss, der ebenfalls Mitglied der „Leopoldina“ war und den Beinamen IAPIS I. trug.
Gottfried Benjamin Preuss studierte Medizin in Leipzig und Halle und wurde Respondent an der Universität Leiden. Er unternahm eine Studienreise durch Deutschland, Holland und England. 1709 kehrte er nach Breslau zurück und wurde Stadtphysicus dieser Stadt. Als weiterer Wirkungsort ist Hirschberg im Riesengebirge (Jelenia Góra) belegt.
Gottfried Benjamin Preuss wurde am 26. April 1714 unter der Matrikel-Nr. 304 mit dem akademischen Beinamen IAPIS II. als Mitglied in die Leopoldina aufgenommen.

## Werke
- Memoria Jænisiana : Qvam Miscellaneis Medico-Literariis renovatam Academiæ Cæsareæ Leopoldino-Carolinæ Naturæ Curiosorum Collegio Vratislaviensi per-officiose commendat Godofredus Benjamin Preuss [...].
- Biga Observationvm Medicarvm Illvstris Academiae Caesareae Leopoldino-Carolinae Natvrae Cvriosorvm Praesidi Consecrata, ca. 1720 (Digitalisat).